# Barranco de la Hoz

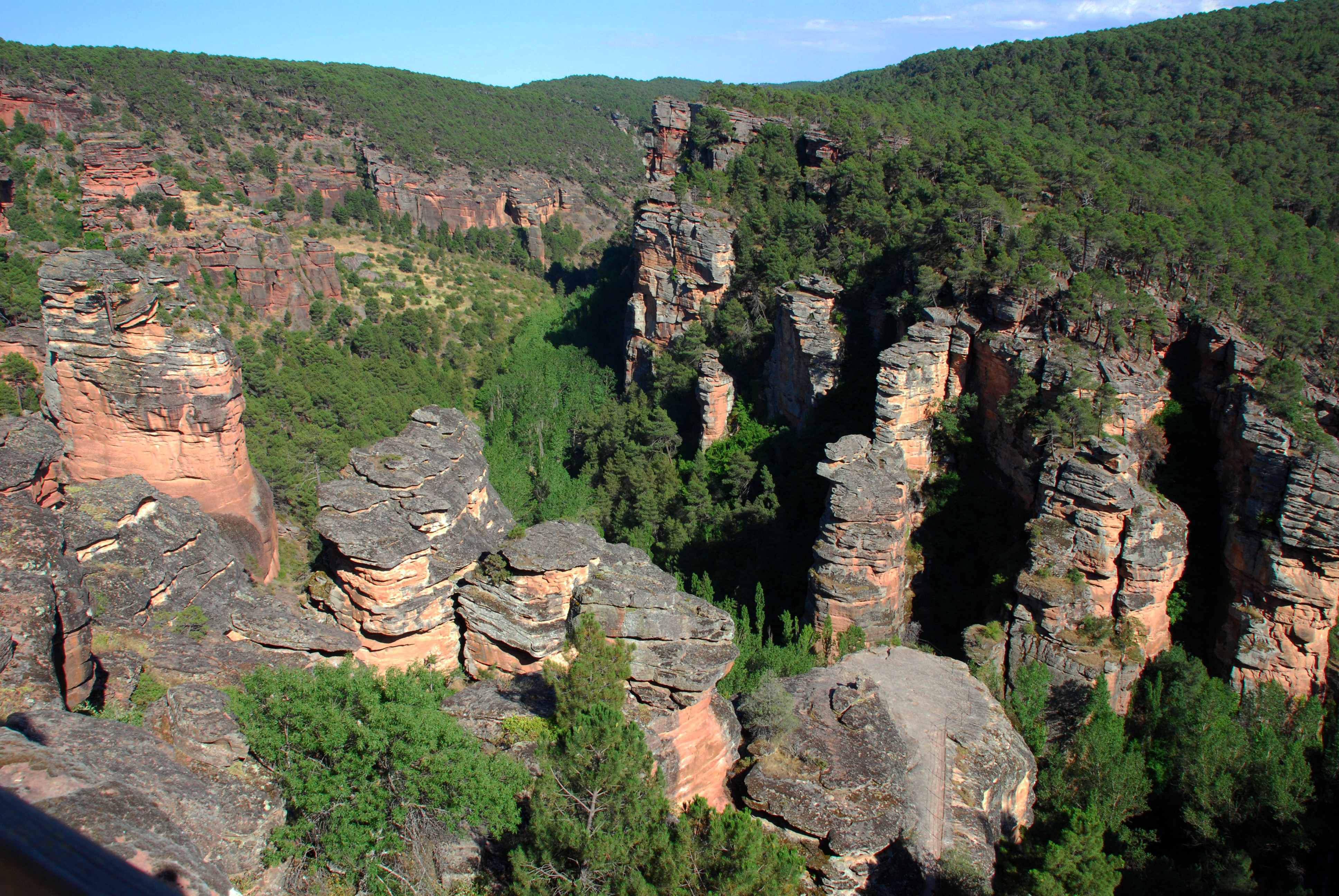
Vista general del Barranco de la Hoz desde los miradores.

El Barranco de la Hoz es un cañón fluvial labrado por el río Gallo a la altura del municipio español de Ventosa (Provincia de Guadalajara). Está ubicado en el Sistema Ibérico y forma parte del parque natural del Alto Tajo. Está propuesto como «Global Geosite» (Lugar de interés geológico español de relevancia internacional) por el Instituto Geológico y Minero de España por su interés estratigráfico.

## Acceso

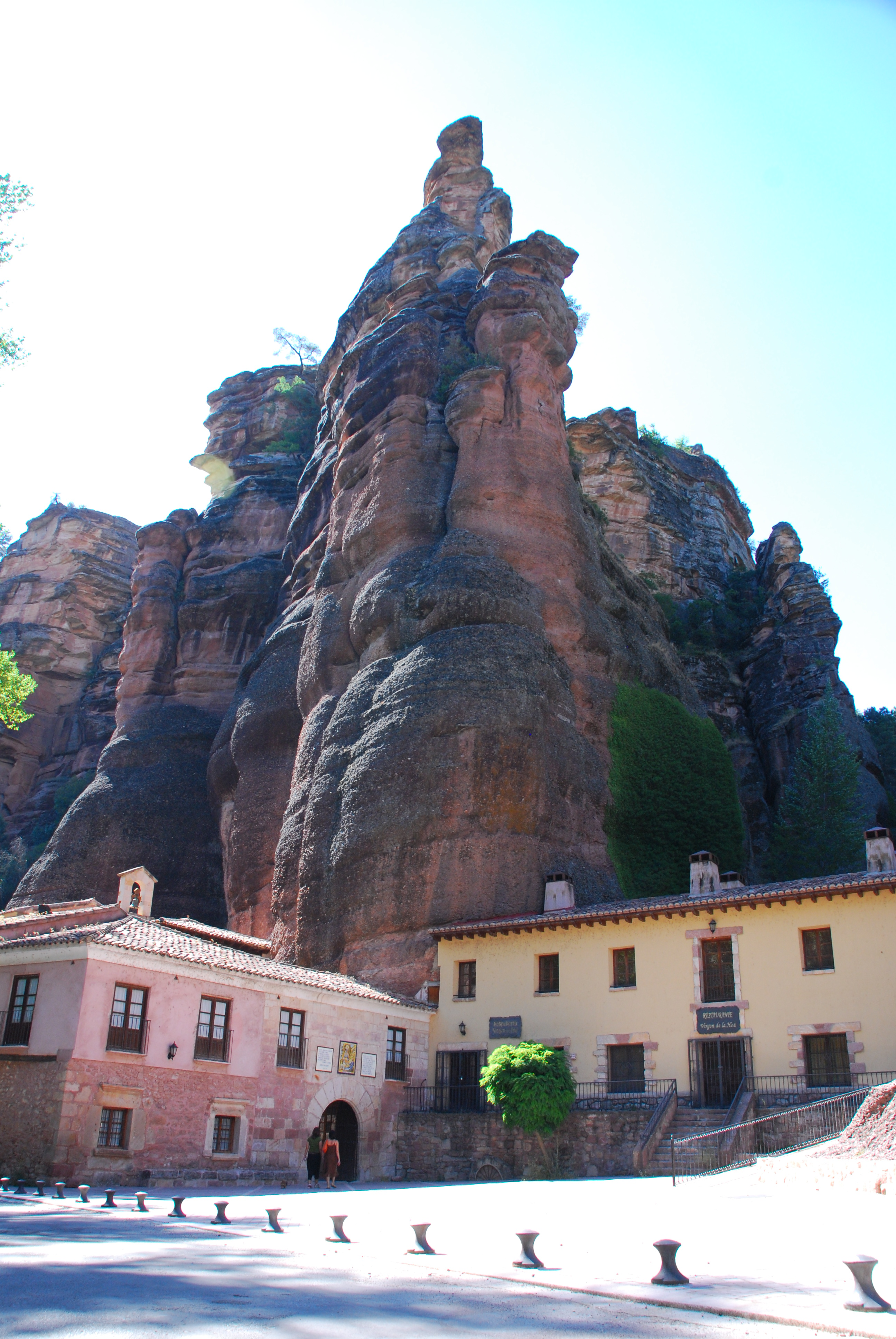
Santuario de la Virgen de la Hoz, en el interior del cañón.

Barranco de la Hoz en invierno.

Se puede acceder desde Corduente o desde Molina de Aragón, en la entrada del cañón se encuentra el Santuario de la Virgen de la Hoz (siglo XIII), donde están los aparcamientos y donde surgen los diferentes senderos hasta los miradores. En la localidad de Corduente se encuentra el Centro de Interpretación del paraje.

## Flora y fauna
La vegetación predominante es el pinar, que alterna ejemplares de pino rodeno con pino salgareño. En las proximidades del río Gallo crecen abedules, álamos, fresnos y chopos.
El paisaje escarpado y vertical hace del barranco un lugar difícil para la vida animal terrestre pero idónea para las aves, principalmente rapaces, como el buitre leonado. En las zonas del pinar se pueden observar ejemplares de águila real, búho real o mochuelo común. También son abundantes los reptiles como la culebra bastarda, la lagartija ibérica o el lagarto ocelado.